# Матюхін Валентин Олександрович
Матю́хін Валенти́н Олекса́ндрович(4 червня 1945 року, м.Харків, Україна) — український науковець, педагог. Кандидат технічних наук, доктор наук в галузі економіки. Професор. Академік Міжнародної Кадрової Академії. Відмінник винахідництва та раціоналізаторства. Почесний працівник туризму України.

## Біографічні відомості
Народився у родині економістів у Харкові, батьки навчались у Харківському фінансово-економічному інституті. Проживає з 1950 року у Львові. Закінчив Львівську середню школу № 17 з медаллю. 1968 року закінчив з відзнакою Львівський політехнічний інститут за спеціальністю «Інженерна електрофізика», а також закінчив з відзнакою Міжрегіональну Академію управління персоналом (м.Київ) за спеціальністю "Менеджмент організацій та адміністрування", спеціалізація "Економіка та управління бізнесом".
У 1968—1978 роках — інженер, старший інженер провідний інженер, начальник лабораторії, науковий керівник науково-дослідних робіт та головний конструктор дослідно-конструкторських розробок Спеціального конструкторського бюро Львівського заводу кінескопів. 1976 року захистив у Київському політехнічному інституті дисертацію на здобуття наукового ступеня кандидата технічних наук за спеціальністю «Електронна техніка та прилади».
У 1978—1998 роках заступник головного технолога Виробничого об'єднання (ВО) «Кінескоп» — головний технолог виробництва спеціальних електронних приладів та за сумісництвом декан Університету технічного прогресу та економічних знань ВО «Кінескоп».
У 1980—1995 роках старший викладач, доцент,  керівник філіалу кафедри «Електронні прилади» Харківського інституту радіоелектроніки та Львівського політехнічного інституту. В 1985 році присвоєно вчене звання доцента по кафедрі «Електронні прилади».
Від 1998 року — заступник директора науково-виробничого підприємства «Спектрон» з науково-педагогічної роботи — виконавчий директор Львівського регіонального навчально-консультаційного центру відкритої освіти Міжрегіональної Академії управління персоналом (МАУП). З 2000 р. — виконавчий директор Прикарпатського відділення МАУП. З 2000 р.   — завідувач кафедри менеджменту. У 2001 р. присвоєно вчене звання професора по кафедрі «Управління персоналом». З 2002 р. — виконавчий директор Прикарпатської філії МАУП. У 2004 р. обраний членом-кореспондентом Міжнародної Кадрової Академії. З 2005 р. по 2017 рік — виконавчий директор Прикарпатського інституту ім. Михайла Грушевського МАУП (ПІ МАУП). 
У 2006 р. захистив в МАУП {Київ} дисертацію на здобуття наукового ступеня доктора наук у галузі економіки на тему «Стратегія інноваційного розвитку недержавних вищих навчальних закладів України в умовах ринку». У 2010 р. обраний академіком Міжнародної Кадрової Академії. У 2015 р. присвоєно звання «Почесний професор» Академічною радою МКА.
З 2016 року - науковий керівник навчального проекту позашкільної комп'ютерної освіти школярів  8 - 16 років, виконавчий директор Львівської Академії СТАРТ_ІТ.  
У 2019 р. закінчив студію копірайтингу Дениса Каплунова (м. Київ) та отримав сертифікат за програмою "Конструктор тексту, що продає".
Одружений, дружина Людмила за спеціальністю проектант-будівельник; старший син Юрій за освітою юрист, керівник науково-технічного центру; син Дмитро отримав освіту з комп'ютерних наук, підприємець; онук Ростислав — магістр з управління проектами, ІТ-фахівець в галузі комп'ютерного дизайну; у 2017 році народилась правнучка Софія.

## Науково-педагогічна діяльність
Під науковим керівництвом Матюхіна В. О. були розроблені нові моделі високошвідкісних запам'ятовуючих електронно-променевих приладів. Ці прилади знайшли широке застосування в різних галузях науки і техніки, зокрема в Інституті ядерної фізики (Новосибірськ), в Інституті фізики високих енергій (м. Серпухів), в Інституті атомної енергії імені академіка Курчатова, в Інституті кібернетики імені академіка Глушкова (Київ), в Радіотехнічному науково-дослідному інституті (м.Вільнюс) та ін. На основі 14-ти авторських свідоцтв на винаходи Матюхіна В. О. були впроваджені в серійне виробництво нові технології виготовлення спеціальних електронно-променевих приладів, що дозволило підвищити їх експлуатаційні параметри та отримати значний економічний ефект.
Матюхін В. О. один з організаторів Прикарпатського інституту ім. Михайла Грушевського МАУП. Здійснював керівництво науково-педагогічною роботою Інституту, де на 5-ти кафедрах працювало понад 100 викладачів, які забезпечували навчальний процес за 16-ма спеціальностями та спеціалізаціями. За 25 років Прикарпатський інститут МАУП підготував понад 5 000 фахівців з вищою освітою. Під науковим керівництвом Матюхіна В.О. проведені науково-дослідні роботи (НДР): «Дослідження науково-методичних засад та розробка навчальних проектів з туристичного і курортного менеджменту», «Дослідження, розробка та впровадження очно-дистанційної форми навчання», «Менеджмент туризму та гостинності: сучасний стан, перспективи розвитку». Результати цих НДР знайшли своє впровадження при відкритті нових спеціалізацій «Менеджмент туризму та готельного бізнесу», «Менеджмент курортної сфери», «Менеджмент сільського зеленого туризму», «Менеджмент спортивного туризму Євро-2012» та нової очно-дистанційної форми навчання.
Матюхін В.О. -  співзасновник Львівської Академії СТАРТ_ІТ.  З 2016 року понад 1 700 школярів 8 - 17 років отримали інноваційну комп'ютерну підготовку за методологією  Інституту майбутнього США та програми  Microsoft Class of 2030.
Керівник розробки "Контент посадкової сторінки сайту Академії", автор понад 200 публікацій новин на сайті.
У  2018 році  отримав сертифікат Міжнародної Системи Реєстрації Інтелектуальної Власності № 112/CCR 161118  про реєстрацію авторського права на  "Навчальний проект для позашкільної освіти дітей "Львівська Академія СТАРТ_ІТ".  У  2019 році  отримав Державне Свідоцтво №84181 про реєстрацію авторського права на  "Навчальний проект для позашкільної освіти дітей "Львівська Академія СТАРТ_ІТ".
У 2019 році керівник розробки "Контент адаптивного сайту Львівської Академії СТАРТ_ІТ" https://startit.ua/ [Архівовано 9 серпня 2020 у Wayback Machine.]
У 2020 році під науковим керівництвом Матюхіна В.О. проведена розробка проекту "Інтерактивний  наочно-дистанційний  формат ІТ-навчання",  який  впроваджено у навчальний процес Львівської Академії СТАРТ_ІТ.
У 2020 році  отримав сертифікат Міжнародної Системи Реєстрації Інтелектуальної Власності  № 112/CCR 020221 про реєстрацію авторського права на «Навчальний проект для позашкільної освіти дітей «Інтерактивний наочно-дистанційний формат ІТ-навчання". 
У 2021 році отримав Державне Свідоцтво № 102955 про реєстрацію авторського права на «Навчальний проект для позашкільної освіти дітей   "Інтерактивний наочно-дистанційний формат ІТ-навчання" ("Інтерактивне наочно-дистанційне навчання").
У 2021 році  отримав сертифікат Міжнародної Системи Реєстрації Інтелектуальної Власності  № 112/CCR 081121 про реєстрацію авторського права на «Навчальний проект для позашкільної освіти дітей "Інтернет речей та штучний інтелект у розумному будинку".
У 2022 році  отримав Державне Свідоцтво № 110946 про реєстрацію авторського права на «Навчальний проект для позашкільної освіти дітей  "Інтернет речей та штучний інтелект у розумному будинку".
У 2022  році  отримав сертифікат Міжнародної Системи Реєстрації Інтелектуальної Власності  № 112/CCR 101222 про реєстрацію авторського права на «Навчальний проект для позашкільної освіти підлітків "Створення об'єктів доповненої та віртуальної реальності у розумному будинку".
У 2023 році  отримав Державне Свідоцтво № 116637 про реєстрацію авторського права на «Навчальний проект для позашкільної освіти .підлітків "Створення об'єктів доповненої та віртуальної реальності у розумному будинку".
У 2023 році отримав сертифікат Міжнародної Системи Реєстрації Інтелектуальної Власності № 112/CCR 081223 про реєстрацію авторського права на "Навчальний проект "Університетська ІТ-підготовка школярів 8 - 17 років в Академії СТАРТ_ІТ".
У 2024 році  отримав Державне Свідоцтво № 125127 про реєстрацію авторського права на «Навчальний проект «Університетська ІТ‑підготовка школярів 8 -17 років в Академії СТАРТ_ІТ".
У 2024 році отримав сертифікат Міжнародної Системи Реєстрації Інтелектуальної Власності № 112/CCR 1311224 про реєстрацію авторського права на "Навчальний проект "Комплексна система забезпечення якості підготовки в Академії СТАРТ_ІТ".
У 2025 році  отримав Державне Свідоцтво № 133361 про реєстрацію авторського права на «Навчальний проект "Комплексна
система забезпечення якості підготовки в Академії СТАРТ_ІТ».
Автор 134 наукових праць, серед них 71 публікація у галузі менеджменту освіти, 14 авторських свідоцтв на винаходи, 49 публікацій у галузі електронної техніки.
Матюхін В. О. нагороджений срібною медаллю ВДНГ, знаком «Відмінник винахідництва та раціоналізаторства», грамотою Західного наукового центру Академії наук України, знаком Державної туристичної адміністрації України «Почесний працівник туризму України», грамотою Голови Львівської облдержадміністрації, Почесною грамотою Президента МАУП, Почесною грамотою Міністерства освіти і науки України, золотою медаллю Міжнародної Кадрової Академії «За заслуги в освіті», почесним подарунком (годинником) Голови Верховної Ради України.

## Журнальні публікації
• Матюхин В. А., Малышев В. Л. и др. Высокоскоростная широкополосная запоминающая ЭЛТ прямого воспроизведения // Осциллографические методы измерений: Материалы II-й Всесоюзной научно-технической конференции — Вильнюс, 1975.
- Антонив И. П., Ващенюк Н. Н., Матюхин В. А., Цаль Н. А. Исследования стабильности накопительных слоев галоидных соединений цезия // «Радиотехника и электроника» — М.: АН  «Наука», 1976 — № 12.
- Матюхин В. А., Хомичак И. Г. Проектирование технологических процессов изготовления запоминающих электронно-лучевых приборов — К.: Общество «Знание», 1988
- Антонив И. П., Матюхин В. А., Цаль Н. А. Диэлектрический материал для накопительных мишеней ЗЛП. Авторское свидетельство  на изобретение № 1128717 от 22.07.1983.
- Ващенюк Н. Н., Матюхин В. А. и др. Способ изготовления сеточной мишени запоминающей электронно-лучевой трубки. Авторское свидетельство на изобретение № 1463049 от 01.11.1988.
- Матюхін В. О., Кашуба Я. М. Інноваційний навчальний проект туристичного менеджменту // Наукові праці МАУП, вип. № 3 — Київ, 2002.
- Матюхін В. О. Інноваційний навчальний проект «Менеджмент курортної сфери». Культура народов Причерноморья // Кримський науковий центр НАН України. — 2002. — № 34.
- Матюхин В. А. Разработка учебного проекта «Менеджмент сельского зеленого туризма» // Международный форум «Молодежь. Спорт. Туризм». Квартальновские научные чтения (научный альманах). — М., 2004.
- Матюхін В. О., Ахекян А. М., Кобзєва О. В. Розробка очно-дистанційної форми навчання для менеджерів туристичної та курортно-рекреаційної галузі. Культура народов Причерноморья // Кримський науковий центр НАН України. — 2004. — № 55
- Матюхін В. О., Огірко І. В. Навчальна програма дисципліни «Інформаційні системи і технології у сфері сільського туризму» (для бакалаврів, спеціалістів). — К.: МАУП, 2004. — 16 с.
- Матюхін В. О., Кобзєва О. В. Організаційна модель та особливості менеджменту вищого навчального закладу // Наукові праці МАУП. -  Київ: МАУП, 2006. —               вип.1 (13).
- Матюхін В. О., Кобзєва О. В. Сфера розваг як складова маркетингової стратегії туристичного бізнесу. // Вісник Донецького інституту туристичного бізнесу. — 2006. — № 11.
- Матюхін В. О. Стратегія інноваційного розвитку недержавних вищих навчальних закладів. // «Регіональна економіка». — Львів: ІРД НАН України., 2006.– № 3.
- Матюхін В. О. Модель загальної та маркетингової стратегії розвитку недержавних ВНЗ. // Вища освіта України. — Додаток 3 (3 том). — Київ, 2006. — Тематичний випуск «Вища освіта України у контексті інтеграції до європейського освітнього простору».
- Матюхін В. О., Ахекян А. М., Кобзєва О. В. Розробка навчального проекту "Менеджмент гостинності «Євро-2012». // Вісник Донецького інституту туристичного бізнесу. — 2009. — № 13.
- Матюхін В. О., Кобзєва О. В. Інформаційне забезпечення підготовки менеджерів сфери гостинності для «Євро-2012». // Вища освіта України. — Додаток 4, том VI (18). — Київ, 2009.– Тематичний випуск «Вища освіта України у контексті інтеграції до європейського освітнього простору: Новітні засоби навчання: проблеми впровадження та стандартизації».
- Матюхін В. О., Кобзєва О. В. Розробка бізнес-плану інформаційно-тренінгового центру підготовки персоналу сфери гостинності «Євро-2012». // Вісник Донецького інституту туристичного бізнесу. — 2010. — № 14.
- Матюхін В. О., Кобзєва О. В. Модель антикризового управління недержавним вищим навчальним закладом. // Наукові праці МАУП.- К.: МАУП, 2012. — Вип.3(30). — С.122-127 (222 с.)
- Матюхін В. О., Кобзєва О. В. Модель реклами ВНЗ в Інтернет-середовищі. //Тематичний збірник «Вища освіта України у контексті інтеграції до європейського освітнього простору».-Додаток 1 до Вип.5,том II(53).- К.: Гнозис, 2014 — С.429-442

- Матюхін В. О., Кобзєва О. В. Модель практичної підготовки сучасного фахівця із застосуванням технологій ІТ-галузі. // Збірник наукових праць «Становлення і розвиток української державності: історія, сучасність, зарубіжний досвід.» — Випуск 12 — К.: МАУП, Видавничий дім «Персонал», 2014 С.359-362.
- Матюхін В. О., Кобзєва О. В. Подієвий туризм та стратегія його розвитку в Україні. //Тематичний збірник «Вища освіта України у контексті інтеграції до європейського освітнього простору».-Додаток 1 до Вип.36 ,том Vi (66).- К.: Гнозис, 2015 — С.402-412.
- Кобзєва О.В., Матюхін В.О. Успішний фахівець 2020-х років : вимоги та технології підготовки. // Наукове видання " Інтернет-Освіта-Наука-2016". Збірник праць десятої Міжнародної науково-практичної конференції - Вінниця : ВНТУ, 2016 - С.164-166.
- Матюхін В.О., Кобзєва О.В. Стратегія інноваційного розвитку регіонального туризму. // Матеріали І Всеукраїнської науково-практичної конференції " Економічні та гуманітарні проблеми сучасної України." - Краматорськ, КІ ПрАТ "ВНЗ "МАУП", 2017 - С.57-59.
- Кобзєва О.В., Матюхін В.О. SOFT SKILLS - компетенції побудови успішної кар'єри у XXI столітті. // Наукове видання " Актуальні проблеми сучасного управління в соціально-економічних, гуманітарних та технічних системах ". Збірник наукових праць за матеріалами XIV Міжнародної науково-практичної конференції / ОІ МАУП - Одеса : Лерадрук, 2018. - С.12-21.
- Матюхін В.О.,Кобзєва О.В., Шульжик Ю.О. Гнучкі компетенції SOFT SKILLS - інструмент модернізації сектору недержавної освіти.// Наукове видання " Проблеми модернізації України " .- Випуск 8 - Збірник матеріалів Міжнародної науково-практичної конференції " Актуальні проблеми модернізації недержавного сектору освіти в Україні у контексті світових тенденційі національної практики "-  Київ : МАУП, Видавничий дім «Персонал», 2019 - С.193-196.
- Матюхін В.О., Кобзєва О.В. Розробка інтерактивного  наочно-дистанційного  формату ІТ-навчання. // Наукове видання " Інтернет-Освіта-Наука-2020". Збірник праць XII  Міжнародної науково-практичної конференції - Вінниця : ВНТУ, 2020 - С. 262-264.
- Кобзєва О.В., Матюхін В.О. Свідоцтво на торговельну марку № 286817 / Кольорове зображення знака СТАРТ_ІТ/ Зареєстровано в Державному реєстрі свідоцтв України на торговельні марки 25 листопада 2020 р.
- Гасько Р.Т., Кобзєва О.В., Матюхін В.О., Петяк Ю.Ф.  Розробка навчального проекту "Інтернет речей" для школярів 12-16 років. // Збірник доповідей Міжнародної наукової інтернет-конференції "Інформаційне суспільство: технологічні, економічні та технічні аспекти становлення (випуск 61)" - Тернопіль. - 2021. - С.16-22.
- Назаркевич І.Б., Кобзєва О.В., Матюхін В.О. Розробка навчального проекту "Створення об'єктів доповненої та віртуальної реальності " для школярів 12-16 років. // Матеріали Міжнародної наукової інтернет-конференції "Інформаційне суспільство: технологічні, економічні та технічні аспекти становлення (випуск 69)" - Тернопіль, Україна - м.Переворськ, Польща - 2022. - С.16-19.
- Матюхін В.О., Кобзєва О.В. Розробка навчального проекту "Комплексна система забезпечення якості підготовки в Академії СТАРТ_ІТ».. // Матеріали Міжнародної наукової інтернет-конференції "Інформаційне суспільство: технологічні, економічні та технічні аспекти становлення (випуск 93)" - Тернопіль, Україна - м.Ополе, Польща - 2024. - С.26-31.
- Матюхін В.О. Шукаєте якісну комп'терну підготовку для дитини – обирайте ІТ освіту міжнародного рівня в СТАРТ ІТ.  URL: https://www.education.ua/blog/49389/  (дата звернення  9 квітня 2025).